# Коробов, Захар Анатольевич
Заха́р Анато́льевич Ко́робов (18 мая 1988) — казахстанский футболист, защитник.

## Карьера
В феврале 2014 года получил вызов в национальную сборную Казахстана.

## Достижения
- Серебряный призёр чемпионата Казахстана: 2011